# Txentxo Jiménez
Txentxo Jiménez Hervás (Solera, Jaén, 3 de junio de 1957) es un político español de ideología independentista vasca, parlamentario navarro por Aralar desde 2003 hasta 2015

## Biografía
Natural de Solera (Jaén), nació el 3 de junio de 1957 y con diez años emigró con sus padres a Navarra. Casado y con dos hijos, a día de hoy reside en Berriozar. Ha trabajado como metalúrgico y editor, además de ocupar diversos cargos políticos y de representación institucional.

## Trayectoria política
De 1979 a 1995 militó en Herri Batasuna, formación con la que fue concejal de Berriozar durante trece años.
En 2001 se integró en Aralar, partido del que ha sido coordinador en Navarra de 2003 a 2011, y con el que fue parlamentario navarro desde 2003 hasta 2015.
En el V Congreso de Aralar, celebrado en septiembre de 2011, fue elegido miembro de la Ejecutiva de Hegoalde.
En noviembre de 2014, durante el VI Congreso de Aralar fueron aprobados unos nuevos estatutos que abogaban por una mayor unidad dentro de EH Bildu, en contra del criterio de Txentxo Jiménez que consideraba que restaban capacidad de decisión a la organización en Navarra. El 30 de marzo de 2015 se dio de baja de Aralar.